# یوهان هاینریش تیشبین
یوهان هاینریش تیشبین (انگلیسی: Johann Heinrich Tischbein; ۳ اکتبر ۱۷۲۲ – ۲۲ اوت ۱۷۸۹) نقاش، استاد دانشگاه، و قلم‌زن اهل آلمان بود.